# Парижко национално висше минно училище
Парижкото национално висше минно училище (на английски: École nationale supérieure des mines de Paris, Mines Paris) е университет в Париж, Ил дьо Франс.
Висшето училище е създадено през 1783 г. Училището се ръководи съвместно от министъра на промишлеността и министъра на висшето образование, научните изследвания и иновациите. Днес то е едно от най-популярните френски технически училища.

## Известни възпитаници
- Анри Поанкаре
- Игнаци Домейко